# Postřelmov
Postřelmov (německy Gross Heilendorf) je obec v okrese Šumperk v Olomouckém kraji. Žije zde přibližně 3 000 obyvatel. V obci Postřelmov vtéká řeka Desná do řeky Moravy. Z hlediska geomorfologie tato obec náleží do Jesenické podsoustavy a do celku Mohelnická brázda.

## Název
Původní podoba jména vesnice pravděpodobně byla Postřělim (v mužském rodě), což bylo odvozeno od osobního jména Postřělim. Jméno tedy znamenalo Postřělimův majetek. Přípona -ov dána později podle jiných místních jmen. Německé jméno Heilendorf vzniklo zkrácením z Heiligendorf („svatá ves“), které vesnice dostala po založení kostela v roce 1665. Od 17. do 20. století se používal přívlastek Velký/Groß na odlišení od blízkého Malého Postřelmova.

## Historie
První písemná zmínka o obci pochází z roku 1349. V zemských deskách je Postřelmov uváděn k roku 1353 (Postrsyelimow). Úřední název Postřelmov platí od roku 1893. Nejstarší částí dnešní vesnice je na jihozápadním okraji Kopec, osídlení je zde doloženo již v polovině 14. století. V roce 1592 byla na hřbitově u kostela postavena renesanční hrobka tehdejších majitelů sousedního chromečského statku rytířů Bukůvků z Bukůvky. Hrobka je dnes státem chráněnou památkou.
Postřelmov byl po roce 1848 největší čistě českou vesnicí na okrese, počet německého obyvatelstva zde nikdy nepřesáhl jedno procento. Pokrok, který začal postupně pronikat do zemědělství, si velmi rychle našel cestu i do Postřelmova. Zde byl již v roce 1863, jako vůbec jeden z prvních na severní Moravě, založen hospodářský spolek, který začal propagovat nové cesty v zemědělské výrobě.
V roce 1936 se podařilo olomouckému podnikateli Janu Wagnerovi založit akciovou společnost Elektrotechnické závody. Tento podnik však byl 27. prosince 1945 znárodněn a začleněn do národního podniku Moravskoslezské elektrotechnické závody (MEZ). Do začátku roku 1950 podléhal tento závod podnikovému ředitelství v Olomouci, ale potom bylo v Postřelmově zřízeno ředitelství samostatného národního podniku.

## Obyvatelstvo
| Rok            | 1869 | 1880  | 1890  | 1900  | 1910  | 1921  | 1930  | 1950  | 1961  | 1970  | 1980  | 1991  | 2001  | 2011  | 2021  |
| -------------- | ---- | ----- | ----- | ----- | ----- | ----- | ----- | ----- | ----- | ----- | ----- | ----- | ----- | ----- | ----- |
| Počet obyvatel | 855  | 1 145 | 1 179 | 1 316 | 1 767 | 1 798 | 1 975 | 1 735 | 2 148 | 2 429 | 2 819 | 3 204 | 3 235 | 3 156 | 2 832 |
| Počet domů     | 116  | 129   | 135   | 151   | 229   | 207   | 255   | 326   | 363   | 413   | 473   | 537   | 593   | 633   | 657   |

## Obecní správa

### Obecní symboly
Znak a vlajka byly obci uděleny rozhodnutím předsedy Poslanecké sněmovny Parlamentu České republiky dne 1. února 1994.
Znak: Štít rozdělen červeným zvýšeným hrotem, v němž ze zlaté koruny vyrůstá černý dvouocasý korunovaný lev se zlatou zbrojí držící stříbrnou střelu hrotem dolů. Horní pole jsou vpravo šikmo a vlevo kosmo černo-stříbrně dělená. 
Vlajka: List tvoří pět šikmých pruhů - černý, bílý, červený, bílý a černý v poměru 5:5:6:5:5. Na střed červeného pole je položena bílá střela hrotem k dolnímu žerďovému rohu, ohraničená kolmicemi vedenými z horního žerďového rohu a dolního vlajícího cípu. Poměr šířky k délce je 2:3.
Střela-šíp na znaku a vlajce odkazuje k osobnímu jménu údajného zakladatele Postřělima i k samotnému názvu obce. Oba symboly jsou proto takzvanými mluvícími znameními.

## Pamětihodnosti
V katastru obce jsou evidovány tyto kulturní památky:
- Kaple Nanebevzetí Panny Marie (v zahradě domu čp. 54) – barokní stavba z konce 18. století
- Kaple svatého Prokopa – raně barokní kaple z roku 1696, ojedinělá svého druhu v oblasti
- Pohřební kaple Bukůvků z Bukůvky – centrální renesanční z roku 1592 s cennými reliéfy a původní mříží
- Socha svatého Jana Nepomuckého (na hřbitově) – z roku 1732, původně u železniční trati
- Venkovská usedlost čp. 9 – vyhlášena památkou roku 2002[13]
- Rolnická usedlost čp. 16 – statek z roku 1837 s pozdně empírovou fasádou členěnou maltovým štukem
- Obytný dům čp. 94 – lidová architektura z roku 1799 s průčelím členěným maltovým štukem, mimo to:
  - stodůlka zvaná rybárna – zděná hospodářská součást usedlosti

Není na seznamu kulturních památek:
- Kostel svatého Matouše – raně barokní stavba z roku 1665
- Takzvaný Postřelmovský Venoušek – unikátní archeologický nález úchytky misky ve tvaru lidské hlavy z období mladší doby kamenné. Dnes je součástí sbírek Vlastivědného muzea v Šumperku.[14]

## Galerie

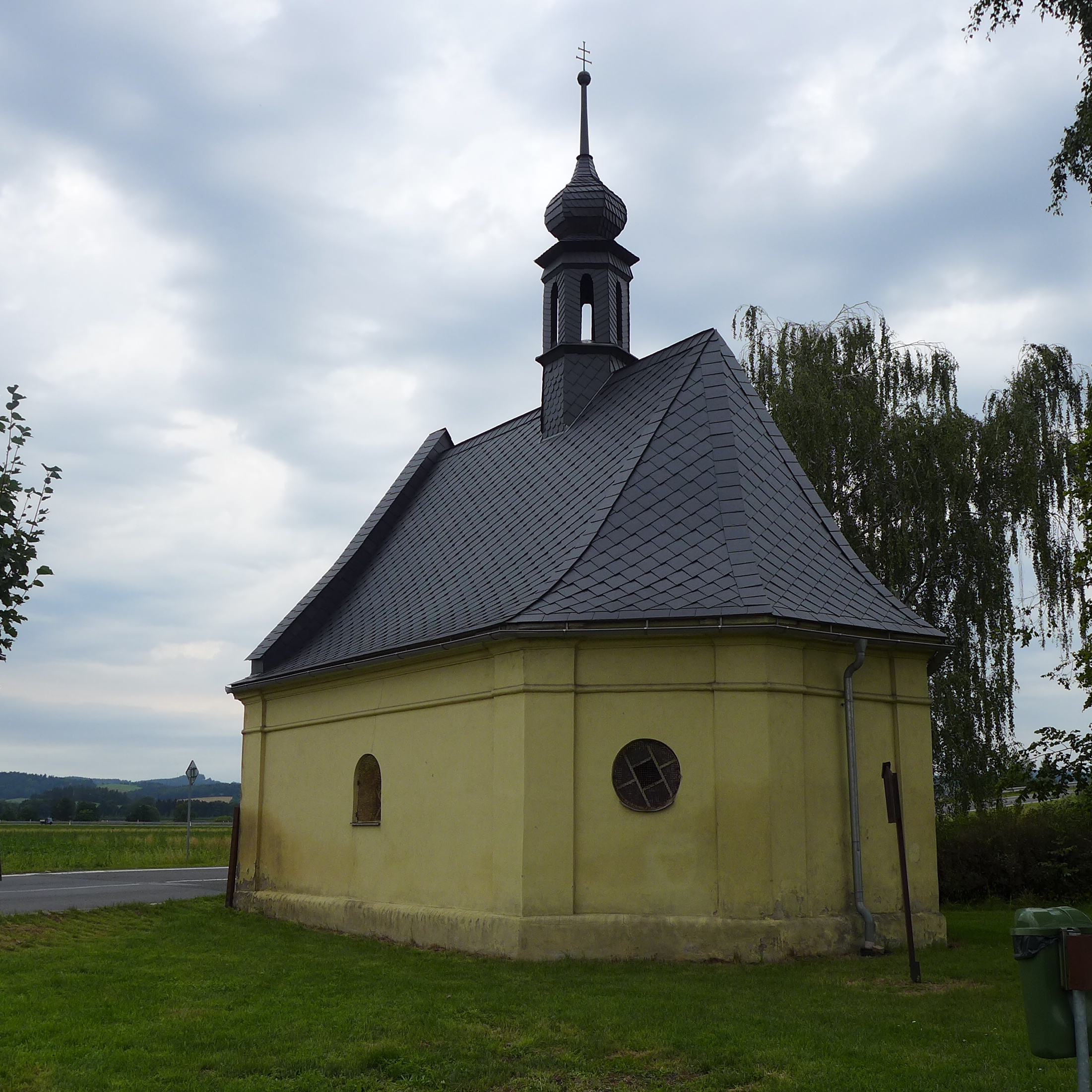
Kaple svatého Prokopa
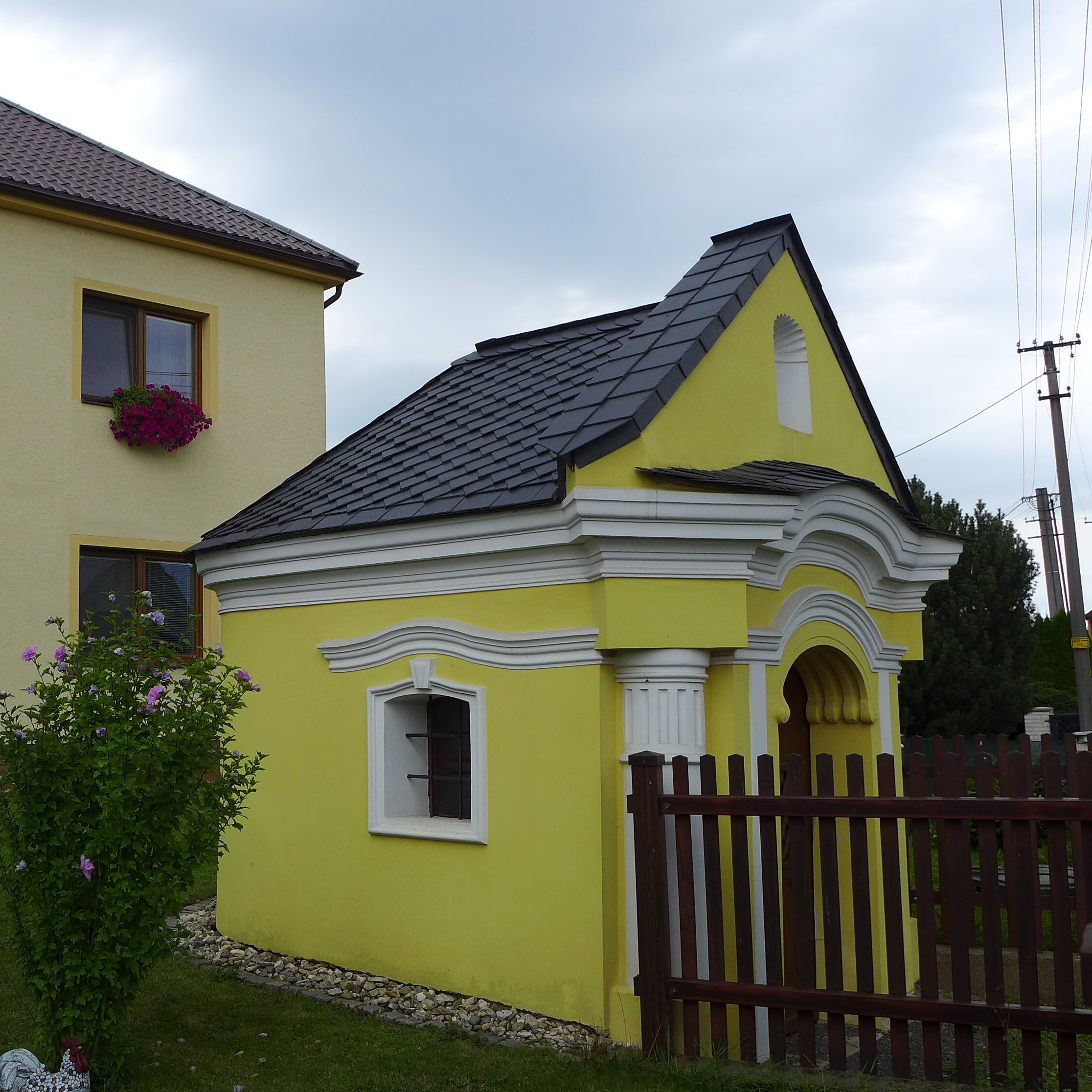
Kaple Nanebevzetí Panny Marie
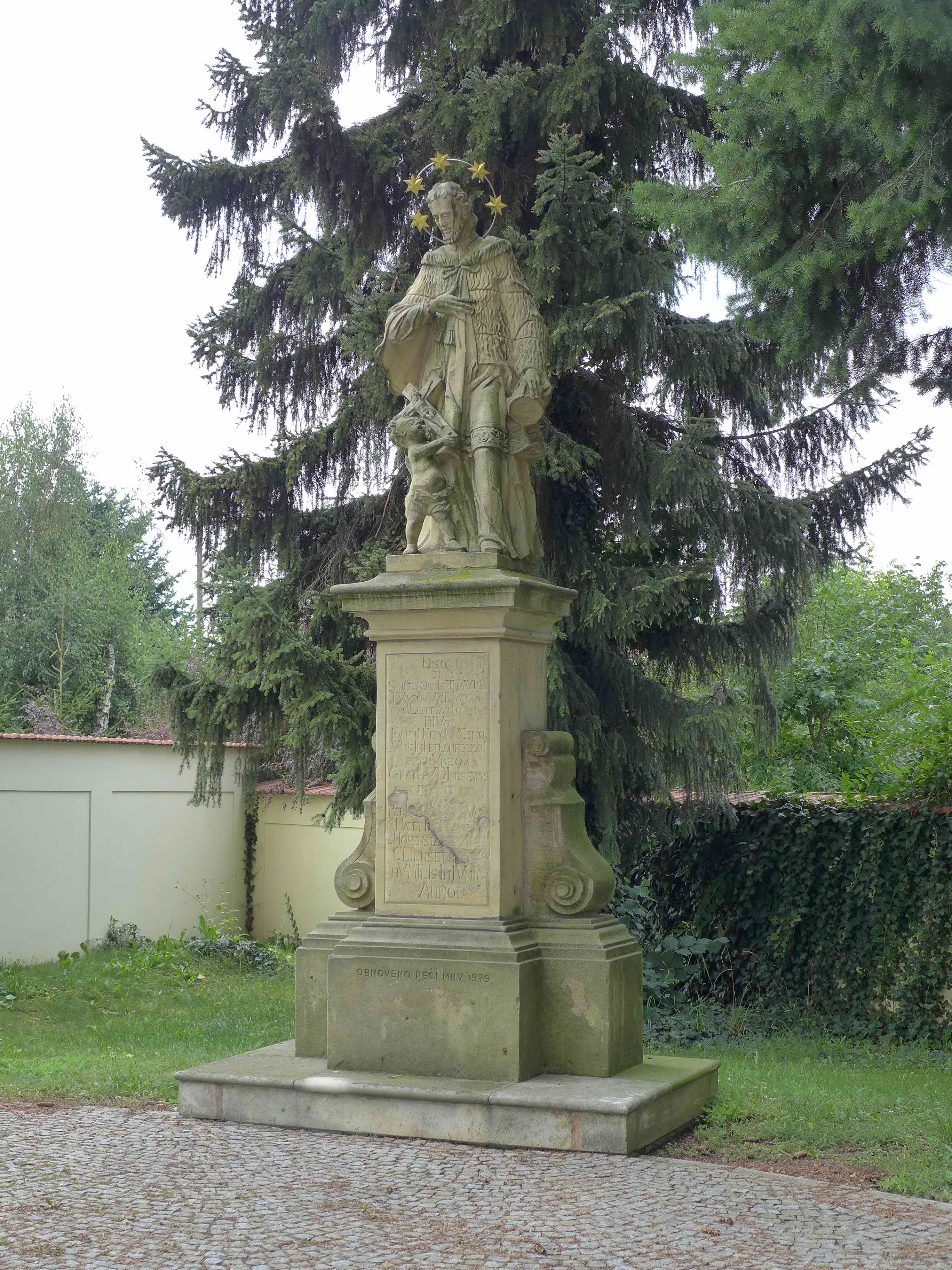
Socha svatého Jana Nepomuckého
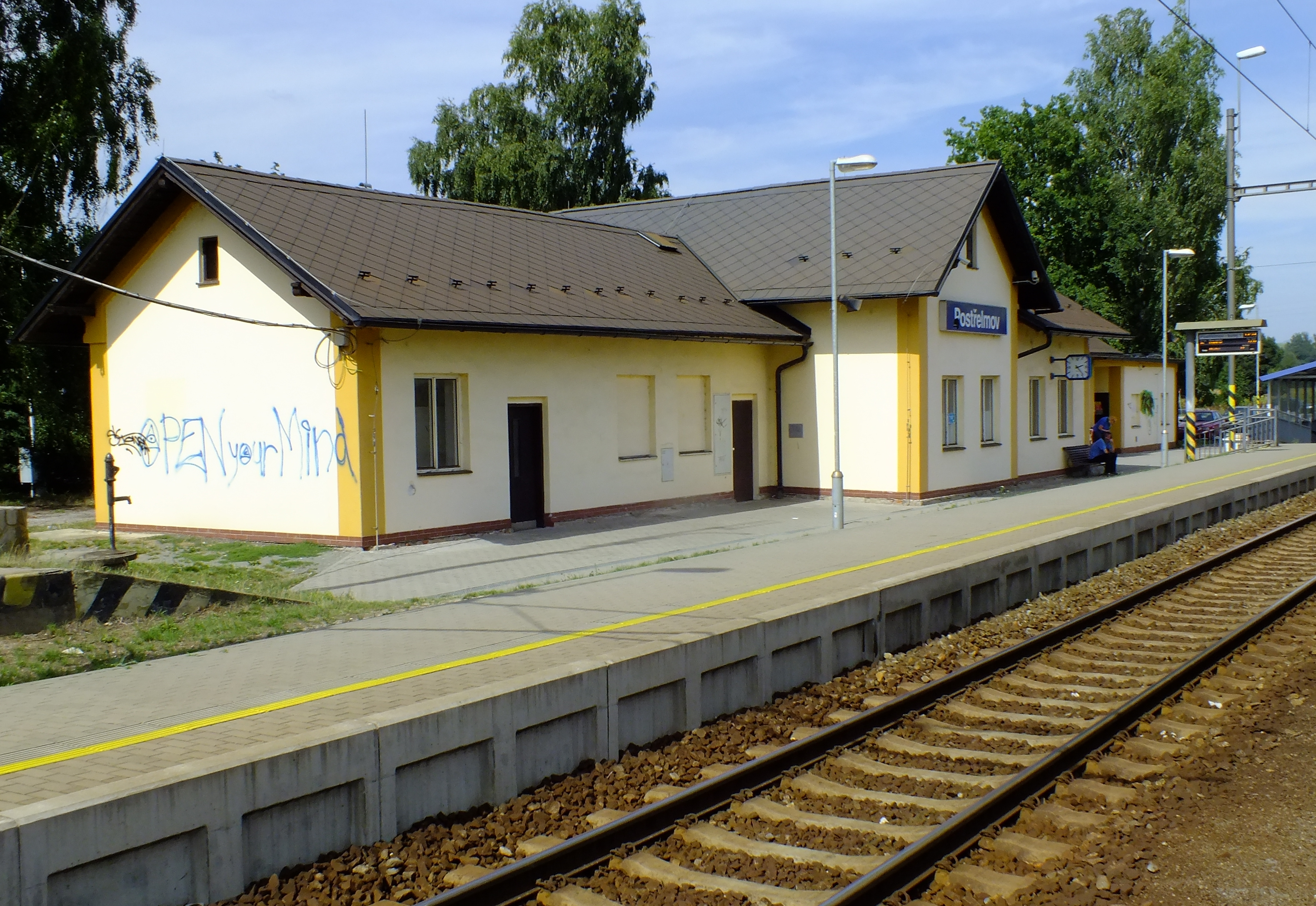
Železniční zastávka

## Osobnosti
- Rudolf Brachtl (1892–1981), akademický malíř
- Lubomír Doležel (1922–2017), literární teoretik, lingvista; dětství a mládí do roku 1938 prožil v Postřelmově
- Jan Jursa (1853–1938), pedagog a autor učebnic
- Miroslav Macek (1944–2024), lékař, překladatel a politik
- Marie Matějovská (1893–1980), pedagožka a spisovatelka
- Jaroslav Minář (1946–2020), malíř, grafik, sochař
- Jiří Pelcl (1950), architekt, designér, profesor a rektor
- Ladislav Rusek (1927–2012), pedagog, publicista, výtvarník a skaut
- Josef Sonntag (1876–1958), vyučený tesař, cestovatel
- Jiří Valík (* 1966), atlet – běžec

## Zajímavosti
- V roce 1926 odcestoval textilní dělník Josef Skalický do družstva Interhelpo v dnešním Biškeku. V Postřelmově spoluzakládal Komunistickou stranu Československa. Roku 1933 se nakrátko vrátil do Československa, ale stýskalo se mu po komunitě v Kyrgyzstánu a tak opět odjel do Interhelpa. Dne 8. března 1938 byl ale během Velkého teroru zatčen a odsouzen k trestu smrti za ekonomickou špionáž a protisovětskou činnost. Rozsudek byl naplněn 5. listopadu 1938. Skalického osud byl objasněn až po objevení jeho hrobu v roce 1991, jeho jméno je uvedeno na památníku Ata-Bejit.[15] [16]

## Partnerské obce
- Kamenec pod Vtáčnikom, Slovensko
- Moyenneville, Francie
- Willingham by Stow, Anglie, Spojené království